# Teoría de conjuntos (música)

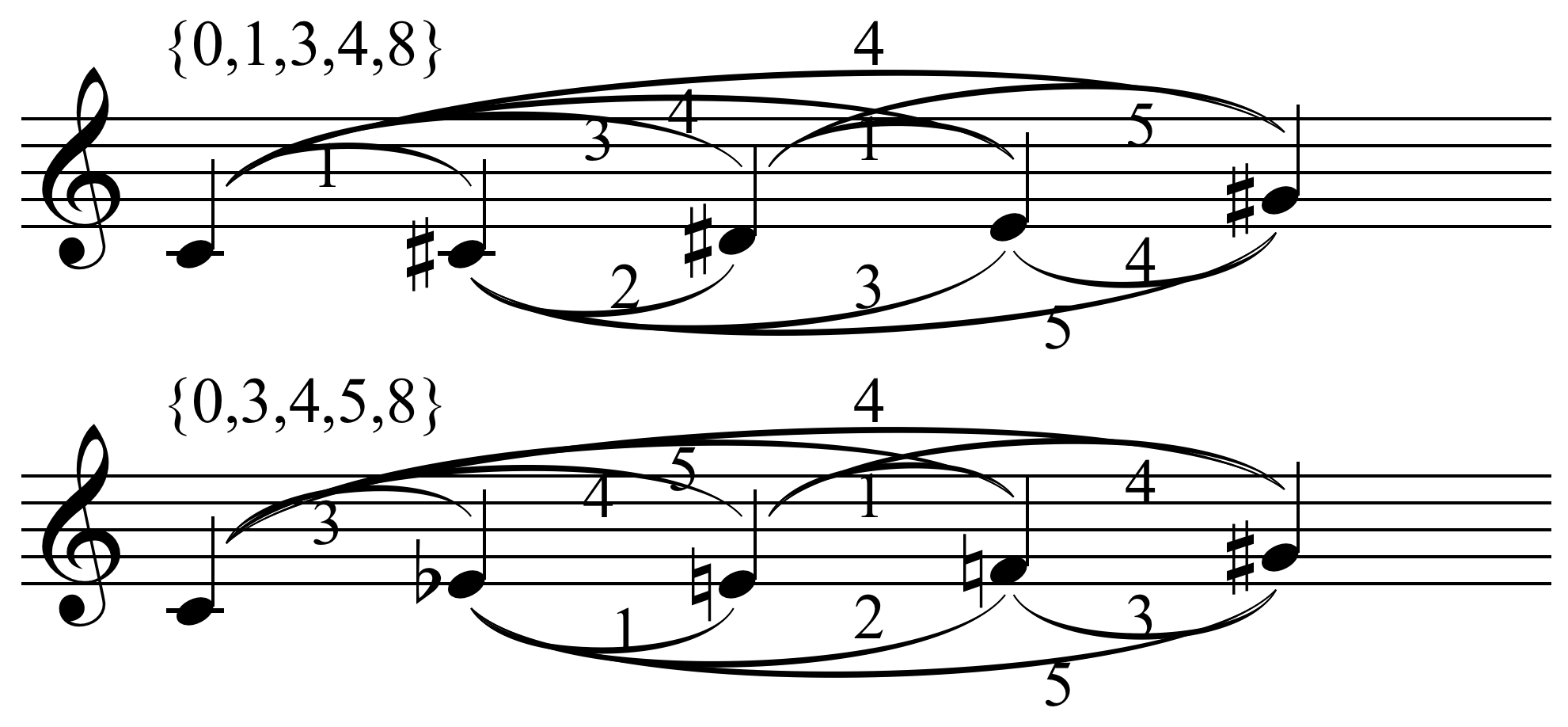
Representación gráfica de la teoría de conjuntos.

La teoría musical de conjuntos proporciona conceptos para la categorizar objetos musicales y describir su relación. Howard Hanson elaboró por primera vez muchos de los conceptos para analizar música tonal. Otros teóricos, como Allen Forte, desarrollaron aún más la teoría para analizar la música atonal, basándose en la teoría de los doce tonos de Milton Babbitt. Los conceptos de la teoría musical de conjuntos son muy generales y pueden aplicarse a estilos tonales y atonales en cualquier sistema de afinación temperado.
Una rama de la teoría musical de conjuntos se ocupa de las colecciones (conjuntos y permutaciones) de tonos y clases de tonos, los cuales pueden estar ordenados o desordenados y pueden relacionarse mediante operaciones musicales tales como la transposición, la inversión o la complementación. Algunos teóricos aplican también estos métodos de la teoría musical de conjuntos al análisis del ritmo.

## La teoría de conjuntos matemáticos contra la teoría musical de conjuntos
Aunque a menudo se piensa que la teoría musical de conjuntos implica la aplicación de la teoría de conjuntos matemática a la música, existen numerosas diferencias entre los métodos y la terminología de los dos. Por ejemplo, los músicos usan los términos transposición e inversión donde los matemáticos usarían traslación y reflexión.  
Además, cuando la teoría musical de conjuntos se refiere a conjuntos ordenados, las matemáticas normalmente se refieren a tuplas o secuencias (aunque las matemáticas hablan de conjuntos ordenados, y aunque se puede ver que éstos incluyen el carácter musical en cierto sentido, están mucho más involucrados).
Además, la teoría musical de conjuntos está más estrechamente relacionada con la teoría de grupos y la combinatoria que con la teoría de conjuntos matemáticos, que se ocupa de asuntos como, por ejemplo, varios tamaños de conjuntos infinitamente grandes. En combinatoria, un subconjunto desordenado de objetos n, como clases de tonos, se llama combinación, y un subconjunto ordenado a permutación. La teoría musical de conjuntos se considera mejor como un campo que no está tan relacionado con la teoría de conjuntos matemáticos, sino como una aplicación de la combinatoria a la teoría musical con su propio vocabulario. La conexión principal con la teoría de conjuntos matemáticos es el uso de el vocabulario de la teoría de conjuntos para hablar de conjuntos finitos.

## Operaciones básicas
Las operaciones básicas que se pueden realizar en un conjunto son la transposición y la inversión. Los conjuntos que se obtienen por transposición o inversión pertenecen a la misma clase. Debido a que la transposición y la inversión son isometrías del espacio de tonos, mantienen la estructura de intervalos de un conjunto, incluso si no mantienen el carácter musical (i.e. la realidad física) de los elementos del conjunto. Esto puede ser considerado el centro alrededor del cual orbita la teoría de conjuntos en la música. En la práctica, el análisis teórico de conjuntos musicales a menudo consiste en la identificación de relaciones de transposición o inversiones no tan obvias entre los conjuntos presentes en una pieza.
Algunos autores consideran las operaciones de complementación y multiplicación también. El complemento del conjunto X es aquel formado por todos los tonos que no están presentes en X. El producto de dos clases de tonos es el producto de los números de sus tonos módulo 12. Ya que la complementación y la multiplicación no son isometrías del espacio de tonos, no tienen que preservar necesariamente el carácter musical de los objetos que transforman. Otros escritores, como Allen Forte, han enfatizado la relación Z, que contiene dos conjuntos que comparten el mismo contenido de tonos, o un vector de intervalos, pero que no son equivalentes por transposición o inversión. Otro nombre para esta relación, usada por Hanson, es "isómero".
Las operaciones en secuencias ordenadas de clases de tonos también incluyen transposición e inversión, así como retrogresión y rotación. Retrogradar una secuencia ordenada invierte el orden de sus elementos. La rotación de una secuencia ordenada es equivalente a una permutación cíclica.
La transposición y la inversión se pueden representar como operaciones aritméticas elementales. Si x es un número que representa una clase de tonos, su transpuesto por n semitonos es: Tn = x + n mod 12. La inversión corresponde a reflejar alrededor de un punto fijo en alguna espacio de tonos. Si x es una clase de tonos, la inversión con índice n es: In = n - x mod 12.

## Conjuntos y tipos de conjuntos
El concepto fundamental de la teoría musical de conjuntos es el conjunto (musical), que es una colección desordenada de alturas. Más exactamente, un conjunto de alturas es una representación numérica que consiste en números enteros distintos (es decir, sin duplicados). Los elementos de un conjunto pueden manifestarse en la música como acordes simultáneos, tonos sucesivos (como en una melodía), o ambos. Las convenciones notariales varían de un autor a otro, pero los conjuntos suelen estar encerrados entre llaves: {} o entre corchetes: [].
Se podría anotar el conjunto desordenado de las alturas 0, 1 y 2 (que corresponden en este caso a Do, Do♯, y Re) como {0,1,2}.  La secuencia ordenada Do-Do♯-Re se anotaría {\displaystyle \langle 0,1,2\rangle } o (0,1,2). Aunque Do se considera cero en este ejemplo, no siempre es así. Por ejemplo, una pieza (ya sea tonal o atonal) con un centro de afinación claro de Fa puede ser analizada más útilmente con Fa puesta a cero (en cuyo caso {0,1,2} representaría Fa, Fa♯ y Sol.

## Simetría
El número de distintas operaciones en un sistema que transforma un conjunto en sí mismo es el grado de simetría del conjunto. [Rahn 1980, 90]. El grado de simetría, «especifica el número de operaciones que conservan los desordenados conjuntos de clases tonales de una partición; dice la extensión a la cual la clase tonal de esa partición se transforma en otra por transposición o inversión» [Alegant 2001, 5]. Cada conjunto tiene al menos un simétrico, ya que se transforma en sí mismo a través de la operación identidad T0 [ Rahn 1980, 91].
Un conjunto simétrico por transposición se transforma en sí mismo por Tn, donde n no es nulo (mod 12). Un conjunto simétrico inversamente se transforma en sí mismo por TnI. Para cualquier tipo Tn/TnI todos los conjuntos tienen el mismo grado de simetría. El número de distintos conjuntos en un tipo es 24 (el número total de operaciones, transposiciones e inversiones, para n = 0, 1... 11) dividido entre el grado de simetría del tipo Tn/TnI.
Un conjunto simétrico por transposición bien divide la octava en partes iguales, o bien se puede escribir como la unión de conjuntos de igual tamaño que dividen a la octava en partes iguales. Los acordes simétricos inversamente son invariantes ante reflejos en espacios de clases tonales. Esto significa que los acordes se pueden ordenar cíclicamente, de tal forma que la serie de intervalos entre notas sucesivas es el mismo leído del derecho que del revés. Por ejemplo, en el orden cíclico (0, 1, 2, 7), el intervalo entre la primera y la segunda nota es de 1, el intervalo entre la segunda y la tercera es de 1, el intervalo entre la tercera y la cuarta es de 5 y el intervalo entre la cuarta y la primera nota es de 5. [Rahn 1980, 148]
Se obtiene la misma secuencia si se empieza con el tercer elemento de la serie y se va hacia atrás: el intervalo entre el tercer elemento de la serie y el segundo es 1; el intervalo entre el segundo elemento de la serie y el primero es 1; el intervalo entre el primer elemento de la serie y el cuarto es 5; y el intervalo entre el último elemento de la serie y el tercer elemento es 5. La simetría, por tanto, se encuentra entre T0 y T2I, y hay 12 conjuntos en la clase de equivalencia Tn/TnI.